# Comuna Upplands Väsby
Upplands Väsby (Upplands Väsby kommun) este o comună din comitatul Stockholms län, Suedia, cu o populație de 41.449 locuitori (2013).

## Geografie

### Zone urbane
Lista celor mai mari zone urbane din comună (anul 2015) conform Biroului Central de Statistică al Suediei:
| Nr | Zona urbană              | Pop. |
| -- | ------------------------ | ---- |
| 1  | Löwenströmska lasarettet | 636  |

Reședința comunei, localitatea Upplands Väsby, face parte din zona urbană Upplands Väsby și Sollentuna.

## Demografie
| \| Evoluția demografică în comuna Upplands Väsby, 1970–2015 \| Evoluția demografică în comuna Upplands Väsby, 1970–2015 \| Evoluția demografică în comuna Upplands Väsby, 1970–2015 \| Evoluția demografică în comuna Upplands Väsby, 1970–2015 \| Evoluția demografică în comuna Upplands Väsby, 1970–2015 \| \| ----------------------------------------------------------------------------------------------------- \| -------------------------------------------------------- \| -------------------------------------------------------- \| -------------------------------------------------------- \| -------------------------------------------------------- \| \| An \| \| \| Locuitori \| \| \| 1970 \| 1970 \| \| 19032 \| 19032 \| \| 1975 \| 1975 \| \| 28810 \| 28810 \| \| 1980 \| 1980 \| \| 31961 \| 31961 \| \| 1985 \| 1985 \| \| 33912 \| 33912 \| \| 1990 \| 1990 \| \| 35963 \| 35963 \| \| 1995 \| 1995 \| \| 36277 \| 36277 \| \| 2000 \| 2000 \| \| 37576 \| 37576 \| \| 2005 \| 2005 \| \| 37624 \| 37624 \| \| 2010 \| 2010 \| \| 39289 \| 39289 \| \| 2015 \| 2015 \| \| 42661 \| 42661 \| \| Sursa: SCB - Statistika Centralbyrån, Folkmängd efter region, civilstånd, ålder och kön. År 1968–2016 \| \| \| \| \| |      |  |           |       |
| Evoluția demografică în comuna Upplands Väsby, 1970–2015 |      |  |           |       |
| An |      |  | Locuitori |       |
| 1970 | 1970 |  | 19032     | 19032 |
| 1975 | 1975 |  | 28810     | 28810 |
| 1980 | 1980 |  | 31961     | 31961 |
| 1985 | 1985 |  | 33912     | 33912 |
| 1990 | 1990 |  | 35963     | 35963 |
| 1995 | 1995 |  | 36277     | 36277 |
| 2000 | 2000 |  | 37576     | 37576 |
| 2005 | 2005 |  | 37624     | 37624 |
| 2010 | 2010 |  | 39289     | 39289 |
| 2015 | 2015 |  | 42661     | 42661 |
| Sursa: SCB - Statistika Centralbyrån, Folkmängd efter region, civilstånd, ålder och kön. År 1968–2016 |      |  |           |       |